# Čelenka

Čelenka je oděvní doplněk, který se od nepaměti nosí ve vlasech či kolem čela. Jako praktická pomůcka slouží k zachycení vlasů tak, aby nepadaly svému nositeli do očí. Nezřídka se čelenkou dámské účesy jen zdobí. Čelenky byly a jsou vyráběny z různých materiálů. V 21. století mívají kromě plastu i podobu textilního pružného pásu, který se stal oblíbeným módním doplňkem sportovců, zvláště pak hráčů tenisu – ale nejen jich.

## Československá socialistická republika

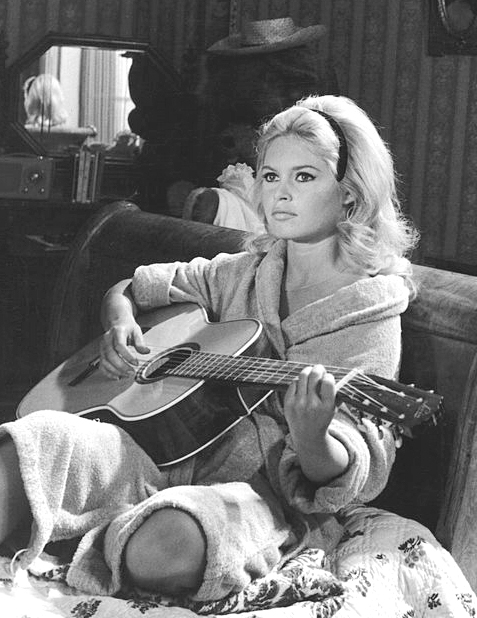
Brigitte Bardotová s plastovou čelenkou ~ v roce 1962

Móda nošení čelenek v Evropě započala v 50. letech 20. století, ale teprve v letech šedesátých se šířila jako lavina od Paříže do Saint Tropez, do Říma i Londýna. Do Československa, tehdy ve východním bloku a za železnou oponu, se dostala v roce 1968 při krátkém uvolnění nevlídných poměru. Do kin se dostaly filmy s Bridgite Bardotovou, která čelenky nosila a ženy v ČSR jí napodobovaly víc než Ribannu z filmu Vinnetou – Rudý gentleman.  V časopisech byly rovněž zveřejňovány fotografie mužských západních ikon s čelenkami, například Jimiho Hemdrixe, ale čeští vlasatci provokovali už jen svou vizáží – i bez čelenek.